# Feticidio femenino en la India
La práctica del feticidio femenino en la India, que ocasiona la muerte del feto en el útero debido al sexo, ha traído como consecuencia un índice de masculinidad más alto en la India, de acuerdo con el Ministerio de salud y bienestar familiar de la India (en inglés: Ministry of Health and Family Welfare). La Ley de Técnicas de Diagnóstico Pre-Concepción y Prenatal , 1994, (en inglés: Pre-Conception and Pre-Natal Diagnostic Techniques Act -PCPNDT-, 1994) criminaliza el monitoreo prenatal del sexo y el feticidio femenino, haciendo ilegal en India determinar o divulgar el sexo del feto a cualquiera. Sin embargo hay preocupación en cuanto a que la ley PCPNDT ha sido mal aplicada por las autoridades.
El índice de masculinidad al nacer natural fue estimado, en un estudio de 2002, próximo a 106 niños por cada 100 niñas.  Un índice de masculinidad humano al nacer significativamente distinto a 106 a menudo se supone se correlaciona con la prevalencia y magnitud del aborto selectivo por sexo. El índice de masculinidad al nacer impacta en el índice de masculinidad general de una sociedad a través del tiempo, así como en el índice de masculinidad de los niños en el corto plazo. El índice de masculinidad infantil en la India (definido como la relación de niños a niñas en un grupo etario de 0-6 años, multiplicada por cien) era 108 de acuerdo con el censo de 2001, y 109 de acuerdo con el censo de 2011. El promedio nacional enmascara las variaciones en las cifras regionales obtenidas según el censo de 2011 — Índices de: 120 en Haryana, 118 en Punjab, 116 en Jammu y Cachemira y 111 en Gujarat.
Un índice de masculinidad al nacer alto, y el feticidio femenino implícito, no es un problema exclusivo de la India. Índices de masculinidad más altos han sido informadas en los últimos 20 años en China, Paquistán, Vietnam, Azerbaiyán, Armenia, Georgia y algunos países del sureste europeo. Hay un debate en marcha sobre si estas altos índices de masculinidad son solo causadas por el feticidio femenino o algo de los índices más altos se explica por causas naturales.

## Índice de masculinidad infantil y feticidio por estados de la India

Mapa del índice de masculinidad según el censo 2011 en los estados y territorios de la Unión de la India, niños por cada 100 niñas en el grupo erario de 0 a 1 año.

El índice de masculinidad infantil en la India muestra un patrón regional. El censo de 2011 de la India muestra que todos los estados orientales y del sur de la India tienen un índice de masculinidad infantil de 103 a 107, tradicionalmente considerado como el "índice de masculinidad natural". Los índices de masculinidad más altos se observaron en los estados del norte y del noroeste de la India- Haryana (120), Punjab (118) y Jammu y Cachemira (116). En los estados occidentales de Maharashtra y Rajasthan el censo de 2011 relevó un índice de masculinidad infantil de 113, 112 en Gujarat y 111 en Uttar Pradesh.
Los datos del censo hindú sugieren que hay una correlación positiva entre un índice de masculinidad anormal y un mejor estado socioeconómico y una mayor alfabetización. En la India urbana el índice de masculinidad infantil es mayor que el rural, de acuerdo con los datos de los censos de 1997, 2001 y 2011, lo que implicaría una mayor prevalencia del feticidio femenino en las áreas urbanas de India.
La siguiente tabla presenta los datos del índice de masculinidad infantil para los estados y territorios de la Unión (TU) de India, según el censo 2011 para la población del grupo etario de entre 0 a 1 año. Los datos indican que 18 estados/TU tienen un índice de masculinidad al nacer mayor que 107, lo que implica un exceso nacimientos de varones y/o una excesiva mortalidad de mujeres después del nacimiento, pero antes de que los varones alcancen una edad de 1 año.
| Estado / TU             | Niños (edad 0-1) Censo 2011 | Niñas (edad 0-1) Censo 2011 | Índice de masculinidad (Niños por cada 100 niñas) |
| ----------------------- | --------------------------- | --------------------------- | ------------------------------------------------- |
| Nacional                | 10,633,298                  | 9,677,936                   | 109.9                                             |
| Jammu y Cachemira       | 154,761                     | 120,551                     | 128.4                                             |
| Haryana                 | 254,326                     | 212,408                     | 119.7                                             |
| Punjab                  | 226,929                     | 193,021                     | 117.6                                             |
| Uttarakhand             | 92,117                      | 80,649                      | 114.2                                             |
| Delhi                   | 135,801                     | 118,896                     | 114.2                                             |
| Maharashtra             | 946,095                     | 829,465                     | 114.1                                             |
| Lakshadweep             | 593                         | 522                         | 114.0                                             |
| Rajasthan               | 722,108                     | 635,198                     | 113.7                                             |
| Gujarat                 | 510,124                     | 450,743                     | 113.2                                             |
| Uttar Pradesh           | 1,844,947                   | 1,655,612                   | 111.4                                             |
| Chandigarh              | 8,283                       | 7,449                       | 111.2                                             |
| Damán y Diu             | 1,675                       | 1,508                       | 111.1                                             |
| Bihar                   | 1,057,050                   | 957,907                     | 110.3                                             |
| Himachal Pradesh        | 53,261                      | 48,574                      | 109.6                                             |
| Madhya Pradesh          | 733,148                     | 677,139                     | 108.3                                             |
| Goa                     | 9,868                       | 9,171                       | 107.6                                             |
| Jharkhand               | 323,923                     | 301,266                     | 107.5                                             |
| Manipur                 | 22,852                      | 21,326                      | 107.2                                             |
| Andhra Pradesh          | 626,538                     | 588,309                     | 106.5                                             |
| Tamil Nadu              | 518,251                     | 486,720                     | 106.5                                             |
| Odisha                  | 345,960                     | 324,949                     | 106.5                                             |
| Dadra y Nagar Haveli    | 3,181                       | 3,013                       | 105.6                                             |
| West Bengal             | 658,033                     | 624,760                     | 105.0                                             |
| Karnataka               | 478,346                     | 455,299                     | 105.1                                             |
| Assam                   | 280,888                     | 267,962                     | 104.8                                             |
| Nagaland                | 17,103                      | 16,361                      | 104.5                                             |
| Sikkim                  | 3,905                       | 3,744                       | 104.3                                             |
| Chhattisgarh            | 253,745                     | 244,497                     | 103.8                                             |
| Tripura                 | 28,650                      | 27,625                      | 103.7                                             |
| Meghalaya               | 41,353                      | 39,940                      | 103.5                                             |
| Arunachal Pradesh       | 11,799                      | 11,430                      | 103.2                                             |
| Islas Andamán y Nicobar | 2,727                       | 2,651                       | 102.9                                             |
| Kerala                  | 243,852                     | 238,489                     | 102.2                                             |
| Puducherry              | 9,089                       | 8,900                       | 102.1                                             |
| Mizoram                 | 12,017                      | 11,882                      | 101.1                                             |

## Análisis de los datos

### Índices de masculinidad altos considerados anormales
Una escuela de pensamiento académico sugiere que cualquier índice de masculinidad al nacer que esté fuera del rango normal de 105-107 varones por cada 100 mujeres necesariamente implica el aborto selectivo por sexo. Esta escuela afirma que tanto el índice de masculinidad al nacer como el índice de masculinidad de la población en general son notablemente constantes en las poblaciones humanas. Desviaciones significativas del rango normal de los índices de masculinidad al nacer solo pueden explicarse mediante la manipulación, esto es, aborto selectivo por sexo. En un artículo citado ampliamente, Amartya Sen comparó el índice de masculinidad al nacer de Europa (106) y Estados Unidos (105) con las de Asia (107+) y arguyó que los altos índices de masculinidad en Asia oriental, Asia occidental y el sur de Asia pueden deberse a una excesiva mortalidad femenina. Sen señaló que la investigación había demostrado que si los hombres y las mujeres reciben atención médica y nutricional similar y un buen cuidado de su salud, las mujeres tienen mejores tasas de supervivencia, y es el macho el sexo genéticamente frágil. Sen llama "mujeres perdidas" a las mujeres que hubieran sobrevivido en Asia si ésta tuviera la misma proporción de mujeres a hombres que Europa y Estados Unidos. De acuerdo con Sen, el alto índice de masculinidad al nacer a lo largo de décadas, implica un déficit de mujeres del 11% en Asia, o más de 100 millones de mujeres perdidas sobre los 3 mil millones de la población combinada de la India, otros países del sur de Asia, Asia Occidental, norte de África y China.

### Índices de masculinidad altos considerados como normales
Otros académicos plantean que los índices de masculinidad al nacer superiores a 103-107 pueden deberse a causas naturales. William James y otros sugieren que los supuestos convencionales han sido:
- hay el mismo número de cromosomas X e Y en los espermatozoides de los mamíferos
- X e Y tienen iguales posibilidades de lograr la concepción
- por lo tanto se forma igual número de cigotos machos y hembras, y que
- por lo tanto, cualquier variación del índice de masculinidad al nacer se debe a la selección de sexo entre la concepción y el nacimiento.

James advierte que la evidencia científica disponible está en contra de las hipótesis y conclusiones anteriores. Informa que hay un exceso de varones al nacer en casi todas las poblaciones humanas, y la relación sexual natural al nacer es por lo general entre 102 a 108. Sin embargo la proporción puede desviarse significativamente de este rango por causas naturales, tales como el matrimonio temprano y la fertilidad, madres adolescentes, la edad de la madre al dar a luz, la edad del padre, la diferencia de edad entre el padre y la madre, nacimientos tardíos, etnias, estrés económico y social, guerra, efectos ambientales y hormonales. Esta escuela de pensamiento académico sustenta su hipótesis alternativa con datos históricos, cuando las tecnologías modernas de detección de sexos no estaban disponibles, así como en los índices de masculinidad al nacer correspondientes a subregiones geográficas diversas del mundo y a varios grupos étnicos de economías desarrolladas. Ellos sugieren que deben obtenerse y estudiarse datos directos sobre abortos, en vez de extraer conclusiones indirectamente de los índices de masculinidad humanos al nacer. 
Las hipótesis de James son avaladas por datos históricos de índices de masculinidad al nacer anteriores al descubrimiento y comercialización de las tecnologías de monitoreo sexual por ecografía en las décadas de 1960 y 1970, así como por índices de masculinidad anormales inversos observados actualmente en África. Michel Garenne informa que muchas naciones africanas han presenciado por décadas índices de masculinidad al nacer inferiores a 100, esto es que nazcan más niñas que niños. Angola, Botsuana y Namibia han informado índices de masculinidad al nacer de entre 94 y 99, lo que resulta bastante diferente del presunto índice de masculinidad humano natural al nacer de 104 a 106. Los registros históricos de Corea del Sur sugieren un índice de masculinidad al nacer de 1,13, basado en 5 millones de nacimientos, en la década de 1920 y durante 10 años. Otros registros históricos de Asia también sustentan las hipótesis de James. Por ejemplo, Jiang et al. afirman que el índice de masculinidad al nacer en China fue de 116-121 por un perío de 100 años, a finales del siglo XVIII y principios del siglo XIX; y que fue de un rango de entre 120-123 a principios del siglo XX, cayendo a 112 en la década de 1930.

## Origen

Índices de masculinidad en la India, basada en los datos de sus censos oficiales, desde 1941 hasta 2011. Los datos sugieren la existencia de altas proporciones de sexo antes y después de la llegada de tecnologías de atención prenatal y detección del sexo basadas en ecografías en la India.

El feticidio femenino ha sido relacionado con el arribo, a principios de la década de 1990, de la tecnología de la ecografía y su adopción generalizada en India, a precios accesibles. La ecografía obstétrica, ya sea transvaginal o transabdominal, controla diversos marcadores del sexo fetal. Puede efectuarse desde las doce semanas de embarazo. En ese momento, 3⁄4 del sexo fetal puede ser correctamente determinado, de acuerdo con un estudio de 2001. La precisión para los varones es de aproximadamente el 50% y para las mujeres de casi el 100%. Cuando se efectúa después de la decimotercera semana de embarazo, la ecografía proporciona resultados precisos en casi el 100% de los casos.
Disponibilidad
La tecnología de la ecografía llegó a China e India en 1979, pero su expansión fue más lenta en la India. Las tecnologías de determinación del sexo mediante ecografías fueron introducidas primero en las principales ciudades de India en la década de 1980, su uso se expandió a las regiones urbanas de India en la década de 1990, y se generalizó en la década de los 2000.

## Estimaciones de la magnitud del feticidio femenino
Las estimaciones del feticidio femenino varían por cada académico. Un grupo estima que más de 10 millones de fetos femeninos pueden haber sido abortados ilegalmente en India desde la década de 1990, y que 500.000 niñas han sido perdidas anualmente debido al feticidio femenino. MacPherson estima que 100.000 abortos continúan efectuándose anualmente en India solamente a causa de que el feto es una niña.

## Razones para el feticidio femenino
Se han propuesto varias teorías como posibles razones del aborto selectivo por sexo. La razón cultural es favorecida por algunos investigadores, mientras que otros favorecen un sesgo de género en el acceso desigual a los recursos. Algunos demógrafos se preguntan si las afirmaciones de aborto selectivo por sexo o infanticidio son correctas, debido a que el subregistro de nacimientos de mujeres también puede explicar altas proporciones de sexos. Índices de masculinidad anormales también podrían ser explicados por causas naturales.  Klasen y Wink sugieren que los altos índice de masculinidad al nacer de India y China son principalmente el resultado de abortos selectivos por sexo.

### Preferencia cultural
Una escuela de pensamiento académico sugiere que el feticidio femenino puede verse a través de la historia y antecedentes culturales. En general, los bebes de sexo masculino eran preferidos porque proporcionaban mano de obra y sucesión al apellido familiar. El aborto selectivo de fetos femeninos es más común en áreas donde las normas culturales valoran más a los niños varones que a las niñas por una serie de razones sociales y económicas. Un hijo se prefiere a menudo como un "activo", ya que puede generar ingresos y mantener a la familia; una hija es una "responsabilidad", dado que se casará con un hombre de otra familia, y por lo tanto no contribuirá económicamente a sus padres. El feticidio femenino es entonces una continuación, de forma diferente, de la práctica del  infanticidio femenino o de mezquinar la atención sanitaria posterior al nacimiento de las niñas que se da en ciertos hogares. Más aún, en algunas culturas se espera que los hijos varones se hagan cargo del cuidado de sus padres en la vejez. Estos factores se ven complicados por el efecto de las enfermedades en el índice de masculinidad, donde las enfermedades transmisibles y no transmisibles afectan a hombres y mujeres de manera diferente.

### Acceso desigual a los recursos debido al género
Algunas de las variaciones en los índices de masculinidad al nacer y el feticidio femenino implícito que se infiere pueden deberse a un acceso desigual a los recursos. Como indica MacPherson (2007) puede haber diferencias significativas entre niños y niñas relativas a violencia de género y acceso a la comida, salud e inmunizaciones. Esto conduce a una alta mortalidad infantil entre las niñas, que origina los cambios en el índice de masculinidad.
El acceso desigual y diferenciado por géneros parece estar fuertemente ligado al estatus socioeconómico. Específicamente, las familias más pobres se ven obligadas a veces a racionar la comida, con las hijas que reciben normalmente menos prioridad que los hijos (Klasen and Wink 2003). Sin embargo, un estudio de Klasen del año 2001 revela que esta práctica es menos común entre las familias más pobres, pero se eleva dramáticamente en las familias un poco menos pobres. Un estudio de Klasen y Wink del año 2003 sugiere que esta práctica está "relacionada con una mayor independencia económica de las mujeres y un menor número de restricciones culturales entre los sectores más pobres de la población." En otras palabras las familias más pobres están normalmente menos ligadas a las expectativas culturales y normas, y las mujeres tienden a tener más libertad para convertirse en cabezas de familia por necesidad.
López y Ruzikah (1983) hallaron que, cuando se les da los mismos recursos, las mujeres tienden a sobrevivir a los hombres en todas las etapas de la vida después de la infancia. Sin embargo, globalmente, los recursos no siempre se asignan de manera equitativa. Así, algunos estudiosos sostienen que las disparidades en el acceso a recursos como la sanidad, la educación y la nutrición juegan al menos un pequeño papel en las altas proporciones de sexo vistas en algunas partes del mundo.

## Leyes y regulaciones

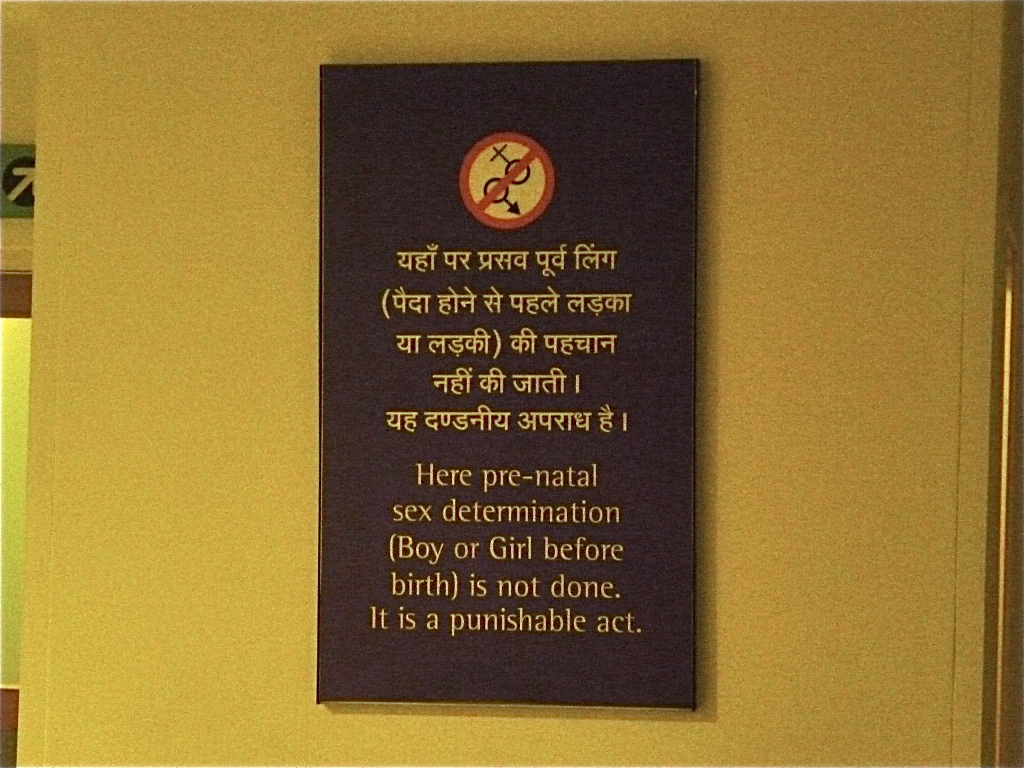
Un cartel en un hospital de la India indica que la determinación prenatal del sexo es un delito.

India aprobó su primera ley relacionada con el aborto, la llamada Ley de interrupción médica del embarazo de 1971, lo que hizo legal el aborto en la mayoría de los estados, pero especifica las razones legalmente aceptables para el aborto, como el riesgo médico a la madre y la violación. La ley también establece los médicos que pueden ofrecer legalmente el procedimiento y las instalaciones donde se pueden realizar abortos, pero no anticipó el feticidio femenino basado en los avances de la tecnología. Con el aumento de la disponibilidad de las tecnologías de detección del sexo a lo largo de la década de 1980 en la India urbana, y las reivindicaciones de su mal uso, el Gobierno de la India aprobó la Ley de Técnicas de Diagnóstico Pre-Concepción y Prenatal , 1994, (en inglés Pre-Conception and Pre-Natal Diagnostic Techniques Act -PCPNDT-, 1994). Esta ley fue enmendada en la ley de Técnicas de diagnóstico pre-concepción y prenatal (Regulaciones y prevención del uso indebido) de 2004 para disuadir y castigar el monitoreo prenatal del sexo y el feticidio femenino. Sin embargo, existe la preocupación de que la ley PCPNDT ha sido mal aplicada por las autoridades.
El impacto de las leyes indias sobre feticidio y su aplicación no está claro. En 2009, el Fondo de Población de las Naciones Unidas y la Comisión Nacional India de Derechos Humanos pidieron al Gobierno de India evaluar el impacto de la ley. En su informe de 2010, la Fundación para la Salud Pública de India, una organización de investigación de primer nivel, afirmó existían una falta de conciencia sobre la ley en algunas partes de India, un papel inactivo de las autoridades, una ambigüedad entre algunas clínicas que ofrecían servicios de atención prenatal y un papel de los pocos profesionales de la medicina que tenían en cuenta el ley. El Ministerio de salud y bienestar familiar de la India ha dirigido la educación y anuncios en los medios de comunicación para llegar a las clínicas y los profesionales de la medicina para aumentar la conciencia. La Asociación Médica de la India ha emprendido esfuerzos para prevenir la selección prenatal por sexo, dando a sus miembros insignias Beti Bachao  (salvar a la hija)  durante sus reuniones y conferencias. Sin embargo, un estudio reciente de Nandi y Deolalikar (2013) argumenta que la Ley PNDT de 1994 puede haber tenido solo un pequeño impacto mediante la prevención de apenas 106.000 feticidios femeninos durante más de una década.
De acuerdo con un estudio de 2007 efectuado por MacPherson, la Ley de técnicas de diagnóstico prenatal (PCPNDT Act por sus siglas en inglés) fue altamente publicitada por las ONG y el gobierno. Mucho de los anuncios utilizados presentaban al aborto como violento, creando miedo al aborto en sí mismo entre la población. Los anuncios se centraban en la vergüenza moral y religiosa asociada con el aborto. MacPherson afirma que esta campaña mediática no fue efectiva porque algunos la percibieron como un ataque a su carácter, lo que lleva a muchos a cerrarse, en lugar de abrir un diálogo sobre el tema. Este énfasis en la moralidad, afirma MacPherson, aumentó el temor y la vergüenza asociada con todos los abortos, lo que llevó a un aumento de los abortos inseguros en la India.
El gobierno de la India, en un informe de 2011, ha comenzado mejorar la educación de todos los interesados, informando acerca de su plan de mediano plazo y las leyes PCPNDT. En sus campañas de comunicación, se están aclarando conceptos erróneos públicos, haciendo hincapié en que la determinación del sexo es ilegal, pero el aborto es legal para ciertas afecciones médicas en la India. El gobierno también está apoyando la implementación de los programas e iniciativas que buscan reducir la discriminación de género, incluidas campañas en los medios, para hacer frente a las causas sociales subyacentes de la selección del sexo.
Dada la caída en el índice de masculinidad infantil en el país, y la directiva del Tribunal Supremo de 2003 a los gobiernos estatales para hacer cumplir la ley que prohíbe el uso de tecnologías de determinación de sexo, el Ministerio estableció el Comité Nacional de Inspección y Monitoreo (NIMC por sus siglas en inglés). El Dr. Rattan Chand, Director (PNDT) fue nombrado el coordinador de la NIMC. El NIMC bajo la dirección del Dr. Rattan Chand realizó incursiones en algunos de los distritos de Maharashtra, Punjab, Haryana, Himachal Pradesh, Delhi y Gujarat. En abril, se llevó a cabo redadas en tres clínicas en Delhi. En sus informes enviados a los jefes secretarios de los respectivos Estados, el Comité observa que las autoridades habían fallado es su deber de monitorear o de supervisar las clínicas registradas.
Otras iniciativas políticas recientes adoptadas por muchos estados de la India, afirma Guilmoto, intentan abordar la desventaja económica aceptada en las niñas ofreciendo apoyo a las niñas y a sus padres. Estas políticas proporcionan una transferencia condicional de efectivo y becas sólo disponibles para niñas, donde los pagos a una niña y sus padres están vinculados a cada etapa de su vida, como cuando nace, la finalización de la vacunación infantil, la de unirse a la escuela en el primer grado, la de haber completado sus grados de la escuela 6, 9 y 12 y la de su matrimonio pasado los 21 años Algunos estados están ofreciendo los beneficios de pensiones más altas a los padres que crían una o dos chicas. Diferentes estados de la India han estado experimentando con diversas innovaciones en sus políticas de bienestar social, enfocándolas en las niñas, con el fin de mejorar sus condiciones. Por ejemplo, el estado de Delhi adoptó una iniciativa de política a favor de la niña (localmente llamado plan Laadli), cuyos datos iniciales sugieren puede estar reduciendo el índice de masculinidad al nacer en el estado.

## Otras respuestas
Aumentar la conciencia del problema ha dado lugar a múltiples campañas presentadas por celebridades y periodistas destinadas a combatir los abortos selectivos. Aamir Khan dedicó el primer episodio, llamado "Daughters Are Precious" de su espectáculo  'Satyamev Jayate para crear conciencia sobre esta práctica generalizada, centrándose principalmente en Rajastán Occidental, que es conocido por ser una de las áreas donde esta práctica es común. Su proporción de sexos se redujo a 883 niñas por cada 1.000 niños en 2011 de 901 niñas por cada 1.000 niños en 2001. El gobierno local en Rayastán después de la emisión de este espectáculo mostró una rápida respuesta, lo que prueba el efecto de los medios de comunicación y de la sensibilización a nivel nacional sobre el tema. Los funcionarios dispusieron establecer tribunales de vía rápida para castigar a aquellos que practican abortos selectivos por sexo. Se cancelaron las licencias de seis centros de ecografía y emitieron avisos a más de otros 20.
Esto se ha hecho a escala más pequeña. Intervenciones culturales se han abordado a través del teatro. Ha sido producidas obras como "Pacha Mannu ', que trata el infanticidio femenino/feticidio, por el grupo de teatro de mujeres en Tamil Nadu. Esta obra fue exhibida sobre todo en las comunidades que practican el infanticidio femenino/feticidio y ha dado lugar a una nueva definición de una metodología de toma de conciencia, la apertura de variadas formas de entender y subvertir las expresiones culturales.
El Alto Tribunal de Justicia de Bombay declaró que la determinación prenatal del sexo implica el feticidio femenino y que la determinación del sexo violaba el derecho de la mujer a vivir y estaba en contra de la Constitución de la India.
La campaña Beti Bachao, o Salvar a las niñas, ha estado en marcha en muchas comunidades hindúes desde los inicios de la década de 2000. La campaña utiliza los medios de comunicación para dar a conocer las disparidades de género que se crean como resultado del aborto selectivo por sexo. Las actividades Beti Bachao incluyen mítines, carteles, vídeos cortos y anuncios de televisión, algunos de los cuales son patrocinados por los gobiernos estatales y locales y otras organizaciones. Muchas celebridades en la India han apoyado públicamente la campaña Beti Bachao.